# ظاهر (حورة)

'

تعديل مصدري - تعديل

ظاهر هي إحدى قرى عزلة حوره بمديرية حورة التابعة لمحافظة حضرموت، بلغ تعداد سكانها 112 نسمة حسب تعداد اليمن لعام 2004.